# Вавуличі
Вавуличі (біл. Вавулічы) — село в Білорусі, у Дорогичинському районі Берестейської області. Орган місцевого самоврядування — Дорогичинська сільська рада.

## Історія
У 1921 році село входило до складу гміни Бездіж Дорогичинський повіту Поліського воєводства Польської Республіки.

## Населення
За переписом населення Білорусі 2009 року чисельність населення села становило 133 особи.
Станом на 10 вересня 1921 року в селі налічувалося 46 будинків та 248 мешканців, з них:
- 119 чоловіків та 129 жінок;
- 248 православних;
- 248 українців (русинів).